# Manuel Benedito Vives
Manuel Benedito Vives (València, 25 de desembre de 1875 - Madrid, 20 de juny de 1963), va ser un pintor valencià, perpetuador de l'escola valenciana del segle xix. Deixeble de Joaquim Sorolla a València i a Madrid, amplià la seva formació artística a Roma. Es distingí particularment pels seus retrats i pels temes anecdòtics, relacionats amb el folklorisme, aspecte força sol·licitat per la clientela del moment. Com a paisatgista, optà pels temes exòtics i pintorescs. Participà en les exposicions oficials i obtingué alguns premis. A banda de la pintura, exercí la càtedra de la seva especialitat a l'Escola Superior de Belles Arts de Madrid.

## Biografia
Va nàixer el 25 de desembre de 1875 a València. Deixeble de Joaquim Sorolla, va ingressar l'any 1888 a l'Escola de Belles Arts de Sant Carles de València, on estudià sota la direcció de Salvà i Vilà. L'any 1894 va entrar al taller de Joaquim Sorolla, i el 1896 viatjà a Madrid amb el seu mestre, on
va fer il·lustracions per a La revista moderna i Blanco y Negro.
Pensionat de 1900 a 1904 en l'Acadèmia Espanyola de Belles Arts de Roma, viatjà per França, Bèlgica i els Països Baixos, fixant la seua residència a Volendam l'any 1909. Entre les seues exposicions individuals destaquen les celebrades a la Sala Amaré l'any 1907, i als Salons de Blanco y Negro el 1910. Va conrear el retrat, el
bodegó, els tipus locals i el paisatge. L'any 1918 va ser nomenat Assessor Artístic de la Reial Fàbrica de Tapissos. El 1923 va ser nomenat acadèmic de la Reial Acadèmia de Belles Arts de Sant Ferran de Madrid i de la Reial Acadèmia de Belles Arts de Sant Carles de València.
Va ser professor de color i composició a l'Escola de Belles Arts de San Fernando de Madrid, substituint el seu mestre Joaquim Sorolla. Posteriorment va ser nomenat director de l'Escola. El 1925 va ser nomenat Membre Corresponent de la Hispanic Society de Nova York, i vocal corresponent de l'Acadèmia Nacional de Belles Arts de Lisboa, i el 1941, president del Patronat del Museu Sorolla.